# Puchar Litwy w piłce siatkowej mężczyzn (2011)
Puchar Litwy w piłce siatkowej mężczyzn 2011 - rozgrywki o siatkarski Puchar Litwy organizowane przez Litewski Związek Piłki Siatkowej. Zainaugurowane zostały 15 października i trwały do 11 grudnia 2011 roku. Brały w nich udział kluby z A lygi i I-a lygi.
Rozgrywki składały się z dwóch turniejów. W Mažoji Taurė rywalizowały drużyny grające w I-a lydze. Dwa najlepsze zespoły awansowały do Didžioji Taurė, gdzie dołączyły do klubów grających w A lydze.
Turniej finałowy odbył się w dniach 9-11 grudnia 2011 roku w Kaimo turizmo sodyba "Karpynė" w Gabšiai. Puchar Litwy zdobył klub Flamingo Volley/SM Tauras.

## Drużyny uczestniczące
| A lyga 5 drużyn                | A lyga 5 drużyn     | I-a lyga 5 drużyn       | I-a lyga 5 drużyn   | Inne 4 drużyny | Inne 4 drużyny      |
| ------------------------------ | ------------------- | ----------------------- | ------------------- | -------------- | ------------------- |
| Antivis-Etovis Kelmė           | faza kwalifikacyjna | Kelmiškiams             | MT - faza finałowa  | Enika          | MT - I runda        |
| Elga-Master Idea               | 2. miejsce          | KKSC Raseiniai          | MT - I runda        | KTU Mintonet   | MT - II runda       |
| Flamingo Volley/SM Tauras      | zwycięstwo          | Klaipėdos universitetas | MT - faza finałowa  | Marito         | MT - II runda       |
| Panevėžio KKSC Naujoji Agluona | 4. miejsce          | Omega                   | MT - II runda       | VU             | faza kwalifikacyjna |
| VGTU                           | 3. miejsce          | Tinklas                 | faza kwalifikacyjna |                |                     |

## Mažoji Taurė

### I runda
| Data  | Drużyna 1      | Wynik | Drużyna 2               | Set 1 | Set 2 | Set 3 | Set 4 | Set 5 |
| ----- | -------------- | ----- | ----------------------- | ----- | ----- | ----- | ----- | ----- |
| 15.10 | KKSC Raseiniai | 0:3   | Omega                   | 14:25 | 22:25 | 24:26 |       |       |
| 15.10 | Enika          | 0:3   | Klaipėdos universitetas | 15:25 | 11:25 | 21:25 |       |       |

### II runda
| Data  | Drużyna 1               | Wynik | Drużyna 2    | Set 1 | Set 2 | Set 3 | Set 4 | Set 5 |
| ----- | ----------------------- | ----- | ------------ | ----- | ----- | ----- | ----- | ----- |
| 22.10 | Marito                  | 1:3   | Tinklas      | 26:24 | 11:25 | 16:25 | 15:25 |       |
| 22.10 | VU                      | 3:0   | Omega        | 25:0  | 25:0  | 25:0  |       |       |
| 22.10 | Klaipėdos universitetas | 3:1   | KTU Mintonet | 25:14 | 21:25 | 25:17 | 25:18 |       |

### Faza finałowa
Tabela
| Lp. | Drużyna                 | Pkt | Mecze | Mecze | Mecze | Sety | Sety | Sety  | Małe punkty | Małe punkty | Małe punkty |
| Lp. | Drużyna                 | Pkt | M     | W     | P     | wyg. | prz. | ratio | zdob.       | str.        | ratio       |
| --- | ----------------------- | --- | ----- | ----- | ----- | ---- | ---- | ----- | ----------- | ----------- | ----------- |
| 1   | Tinklas                 | 6   | 3     | 3     | 0     | 9    | 1    | 9     | 250         | 196         | 1.275       |
| 2   | VU                      | 5   | 3     | 2     | 1     | 7    | 5    | 1.4   | 268         | 259         | 1.035       |
| 3   | Kelmiškiams             | 4   | 3     | 1     | 2     | 5    | 7    | 0.714 | 250         | 258         | 0.969       |
| 4   | Klaipėdos universitetas | 3   | 3     | 0     | 3     | 1    | 9    | 0.111 | 192         | 247         | 0.777       |

Źródło: ltf.lt
Zasady ustalania kolejności: 1. liczba zdobytych punktów; 2. wyższy stosunek setów; 3. wyższy stosunek małych punktów.
Punktacja: zwycięstwo – 2 pkt; porażka – 1 pkt
Wyniki spotkań
| Data  | Drużyna 1               | Wynik | Drużyna 2               | Set 1 | Set 2 | Set 3 | Set 4 | Set 5 |
| ----- | ----------------------- | ----- | ----------------------- | ----- | ----- | ----- | ----- | ----- |
| 29.10 | Tinklas                 | 3:0   | Klaipėdos universitetas | 25:17 | 25:18 | 25:23 |       |       |
| 29.10 | Kelmiškiams             | 2:3   | VU                      | 25:20 | 22:25 | 26:24 | 13:25 | 13:15 |
| 29.10 | Kelmiškiams             | 0:3   | Tinklas Wilno           | 20:25 | 13:25 | 21:25 |       |       |
| 29.10 | VU                      | 3:0   | Klaipėdos universitetas | 25:19 | 25:20 | 25:21 |       |       |
| 30.10 | Klaipėdos universitetas | 1:3   | Kelmiškiams             | 25:20 | 25:27 | 7:25  | 17:25 |       |
| 30.10 | Tinklas                 | 3:1   | VU                      | 25:18 | 22:25 | 25:15 | 28:26 |       |

## Didžioji Taurė

### Faza kwalifikacyjna
| Data  | Drużyna 1                      | Wynik | Drużyna 2        | Set 1 | Set 2 | Set 3 | Set 4 | Set 5 |
| ----- | ------------------------------ | ----- | ---------------- | ----- | ----- | ----- | ----- | ----- |
| 06.11 | Panevėžio KKSC Naujoji Agluona | 3:2   | Tinklas          | 25:22 | 17:25 | 25:27 | 25:23 | 15:7  |
| 05.11 | Antivis-Etovis Kelmė           | 2:3   | Elga-Master Idea | 29:31 | 19:25 | 25:22 | 27:25 | 20:22 |
| 05.11 | VGTU                           | 3:0   | VU               | 25:13 | 25:23 | 25:22 |       |       |

### Faza finałowa
Tabela
| Lp. | Drużyna                        | Pkt | Mecze | Mecze | Mecze | Sety | Sety | Sety  | Małe punkty | Małe punkty | Małe punkty |
| Lp. | Drużyna                        | Pkt | M     | W     | P     | wyg. | prz. | ratio | zdob.       | str.        | ratio       |
| --- | ------------------------------ | --- | ----- | ----- | ----- | ---- | ---- | ----- | ----------- | ----------- | ----------- |
| 1   | Flamingo Volley/SM Tauras      | 5   | 3     | 2     | 1     | 8    | 3    | 2.667 | 253         | 236         | 1.072       |
| 2   | Elga-Master Idea               | 5   | 3     | 2     | 1     | 6    | 4    | 1.500 | 241         | 221         | 1.090       |
| 3   | VGTU                           | 5   | 3     | 2     | 1     | 6    | 5    | 1.200 | 247         | 248         | 0.996       |
| 4   | Panevėžio KKSC Naujoji Agluona | 3   | 3     | 0     | 3     | 1    | 9    | 0.111 | 217         | 253         | 0.858       |

Źródło: ltf.lt
Zasady ustalania kolejności: 1. liczba zdobytych punktów; 2. wyższy stosunek setów; 3. wyższy stosunek małych punktów.
Punktacja: zwycięstwo – 2 pkt; porażka – 1 pkt
Wyniki spotkań
| Data  | Drużyna 1                      | Wynik | Drużyna 2                      | Set 1 | Set 2 | Set 3 | Set 4 | Set 5 |
| ----- | ------------------------------ | ----- | ------------------------------ | ----- | ----- | ----- | ----- | ----- |
| 09.12 | VGTU                           | 0:3   | Elga-Master Idea               | 24:26 | 14:25 | 22:25 |       |       |
| 09.12 | Flamingo Volley/SM Tauras      | 3:0   | Panevėžio KKSC Naujoji Agluona | 25:20 | 25:17 | 26:24 |       |       |
| 10.12 | Elga-Master Idea               | 0:3   | Flamingo Volley/SM Tauras      | 20:25 | 25:27 | 21:25 |       |       |
| 10.12 | Panevėžio KKSC Naujoji Agluona | 0:3   | VGTU                           | 23:25 | 26:28 | 23:25 |       |       |
| 11.12 | Panevėžio KKSC Naujoji Agluona | 1:3   | Elga-Master Idea               | 19:25 | 26:24 | 22:25 | 17:25 |       |
| 11.12 | Flamingo Volley/SM Tauras      | 2:3   | VGTU                           | 25:21 | 25:23 | 17:25 | 20:25 | 13:15 |

## Klasyfikacja końcowa
| Miejsce | Drużyna                        |
| ------- | ------------------------------ |
| 1       | Flamingo Volley/SM Tauras      |
| 2       | Elga-Master Idea               |
| 3       | VGTU                           |
| 4       | Panevėžio KKSC Naujoji Agluona |
| 5       | Antivis-Etovis Kelmė           |
| 6       | Tinklas                        |
| 7       | VU                             |
| 8       | Kelmiškiams                    |
| 9       | Klaipėdos universitetas        |
| 10-12   | KTU Mintonet                   |
| 10-12   | Marito                         |
| 10-12   | Omega                          |
| 13-14   | Enika                          |
| 13-14   | KKSC Raseiniai                 |